# Hemúlids

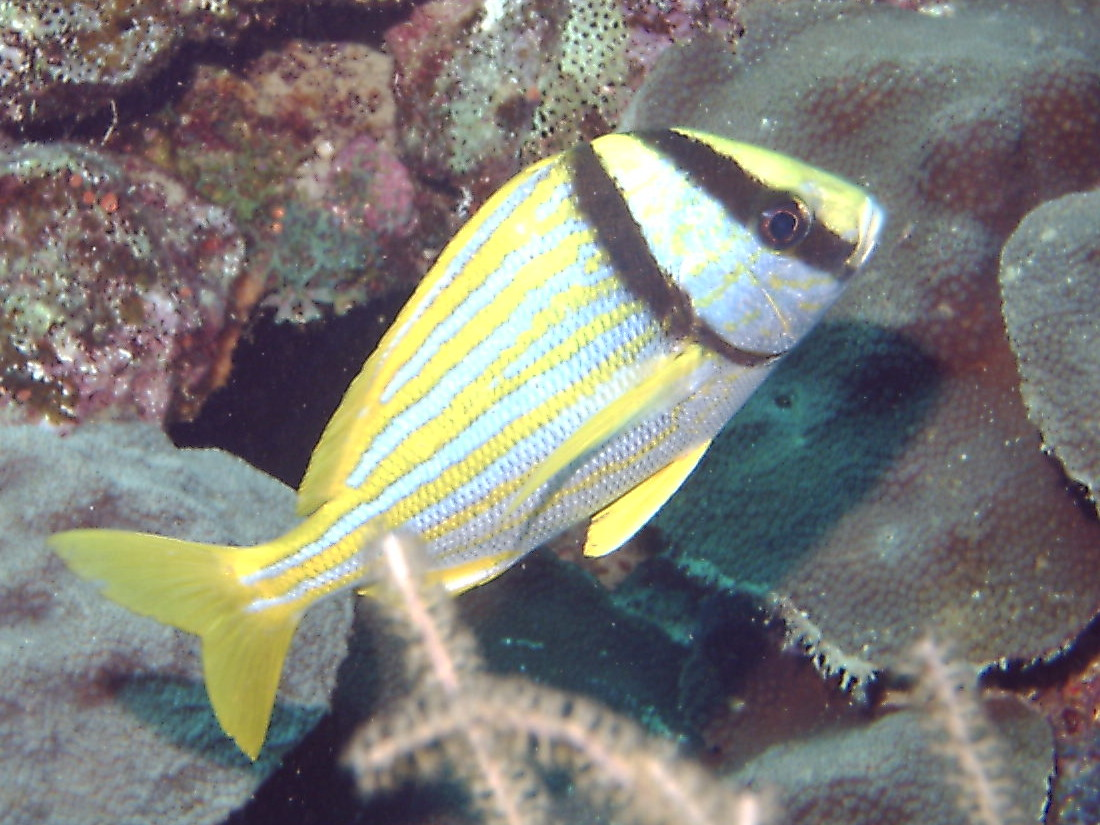
Anisotremus virginicus

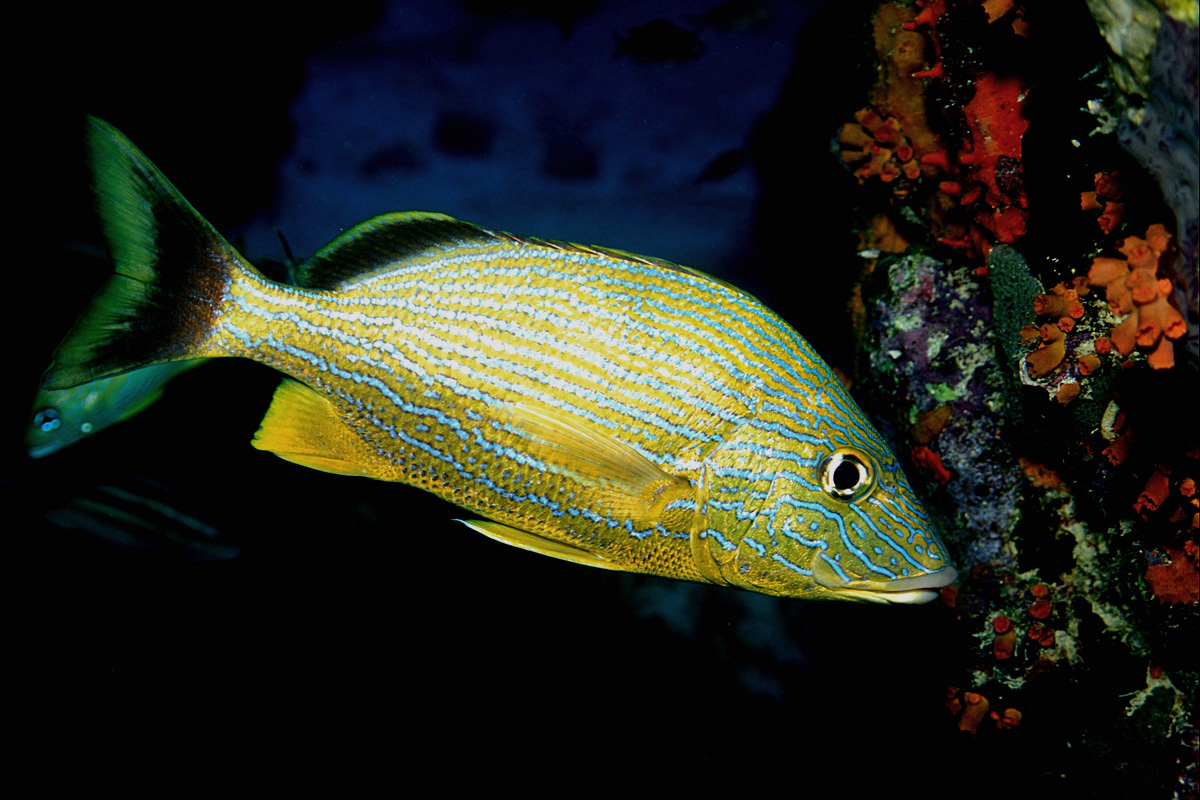
Haemulon sciurus

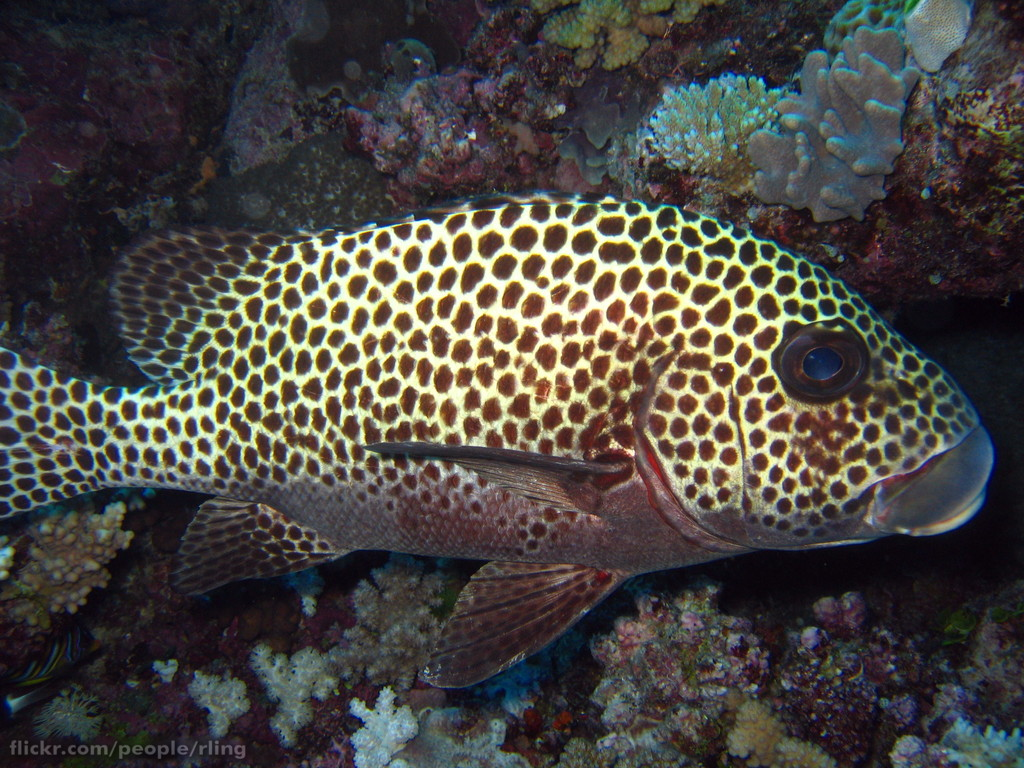
Plectorhinchus chaetodonoides fotografiat a la Gran Barrera de Corall.

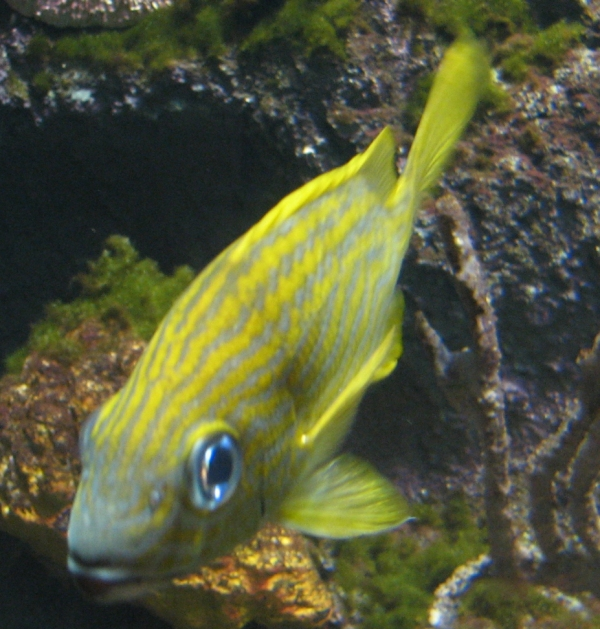
Haemulon flavolineatum

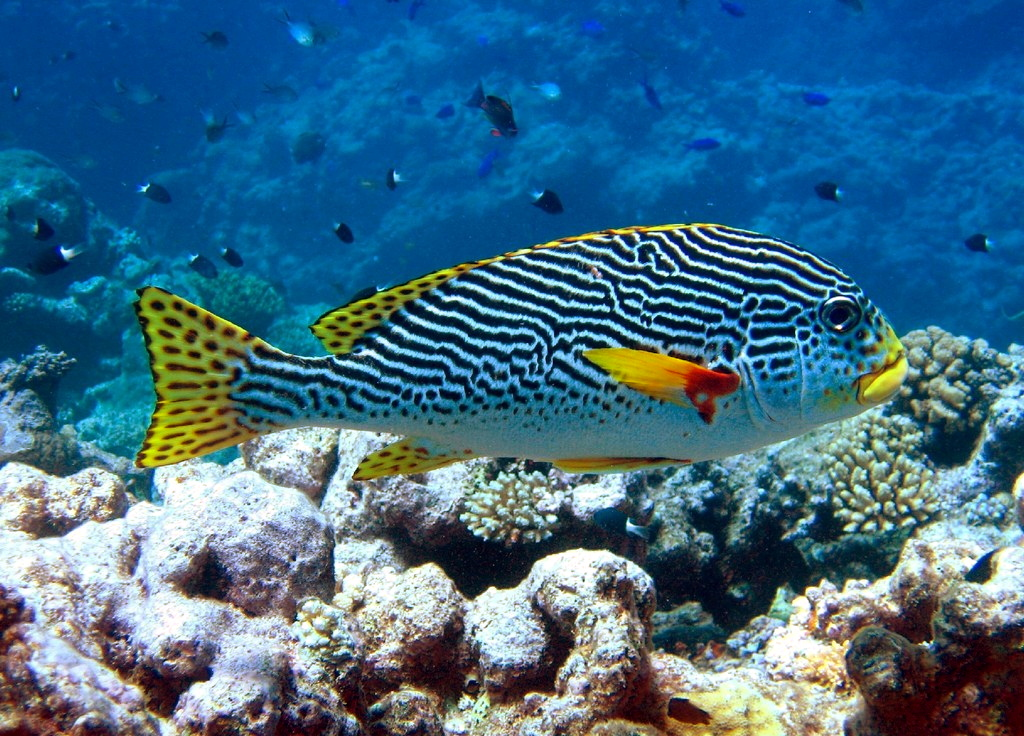
Plectorhinchus lineatus fotografiat a la Mar del Corall.

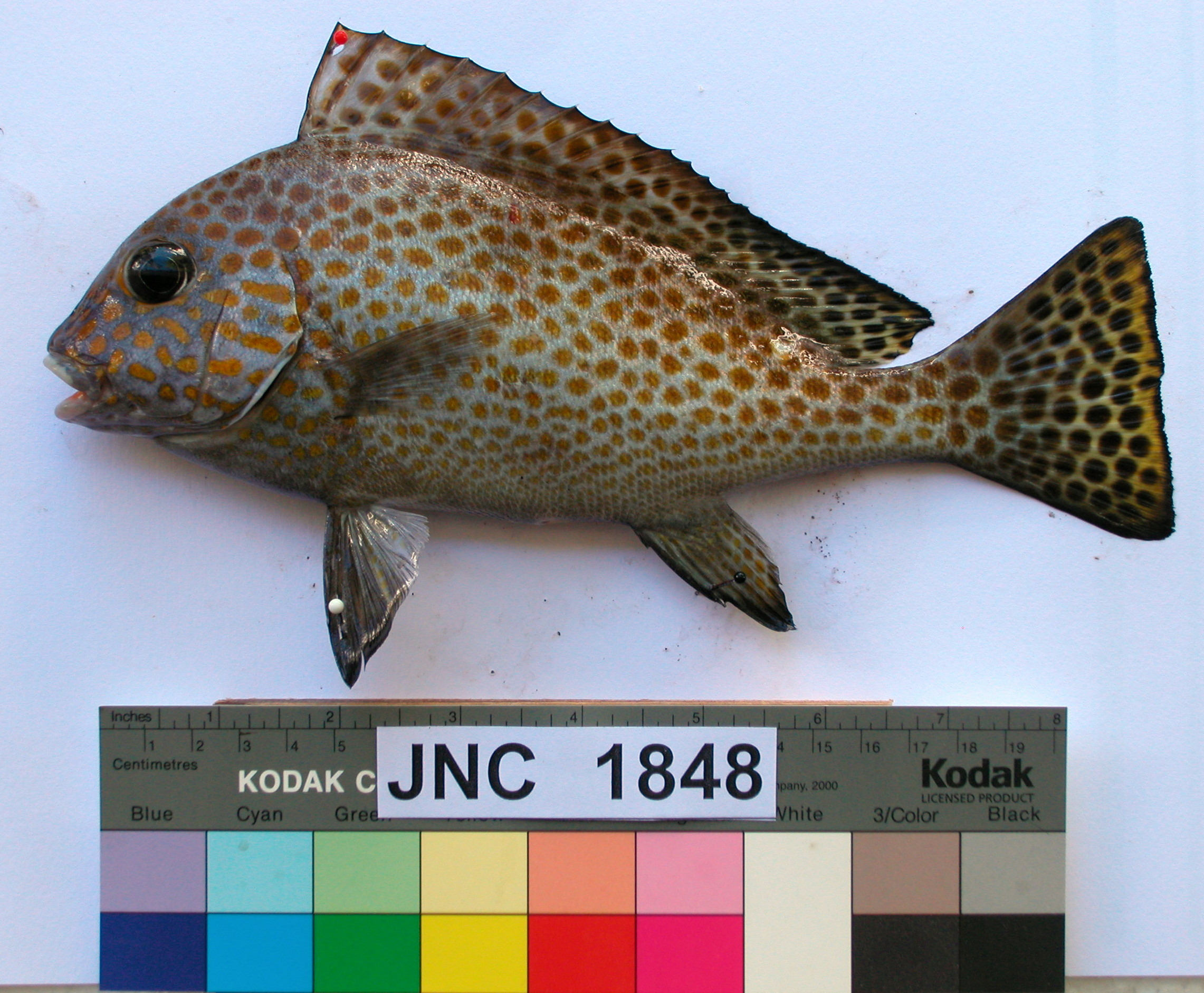
Diagramma pictum

Els hemúlids (Haemulidae) o pomadàsids (Pomadasyidae) són peixos actinopterigis de l'ordre dels perciformes agrupats en 19 gèneres i 150 espècies.

## Morfologia
- Tenen el cos oblong i comprimit lateralment amb el perfil cefàlic convex.
- Presenten escames en el cos i en el cap.
- La boca és petita i els llavis són gruixats.
- El preopercle és dentat.
- Tenen una sola aleta dorsal i les ventrals es troben per davant de les pectorals.[5]

## Alimentació
Mengen invertebrats bentònics.

## Hàbitat
Són principalment marins, tot i que n'hi ha d'espècies que viuen en aigües salabroses i d'altres, molt poques, en aigua dolça.

## Distribució geogràfica
Viuen als oceans Atlàntic, Índic i Pacífic, i a les seues respectives mars.

## Costums
Els adults són inactius durant el dia però actius a la nit quan surten a alimentar-se.

## Gèneres
- Anisotremus (Gill, 1861)[7]
  - Anisotremus caesius (Jordan & Gilbert, 1882)
  - Anisotremus davidsonii (Steindachner, 1876)
  - Anisotremus dovii (Günther, 1864)
  - Anisotremus interruptus (Gill, 1862)
  - Anisotremus moricandi (Ranzani, 1842)
  - Anisotremus pacifici (Günther, 1864)
  - Anisotremus scapularis (Tschudi, 1846)
  - Anisotremus surinamensis (Bloch, 1791)
  - Anisotremus taeniatus (Gill, 1861)
  - Anisotremus virginicus (Linnaeus, 1758)
- Boridia (Cuvier a Cuvier i Valenciennes, 1830)[8]
  - Boridia grossidens (Cuvier, 1830)[9]
- Brachydeuterus (Gill, 1862)[10]
  - Brachydeuterus auritus (Valenciennes, 1832)[11]
- Conodon (Cuvier a Cuvier i Valenciennes, 1830)[12]
  - Conodon macrops (Hildebrand, 1946)
  - Conodon nobilis (Linnaeus, 1758)
  - Conodon serrifer (Jordan & Gilbert, 1882)
- Diagramma (Oken, 1817)[13]
  - Diagramma labiosum (Macleay, 1883)
  - Diagramma melanacrum (Johnson & Randall, 2001)[14]
  - Diagramma pictum (Thunberg, 1792)[15]
  - Diagramma punctatum (Cuvier, 1830)
- Genyatremus (Gill, 1862)[16]
  - Genyatremus luteus (Bloch, 1790)
- Haemulon (Cuvier, 1829)[17]
- Haemulopsis (Steindachner, 1869)[18]
  - Haemulopsis axillaris (Steindachner, 1869)
  - Haemulopsis elongatus (Steindachner, 1879)
  - Haemulopsis leuciscus (Günther, 1864)
  - Haemulopsis nitidus (Steindachner, 1869)
- Hapalogenys (Richardson, 1844)[19]
  - Hapalogenys analis (Richardson, 1845)
  - Hapalogenys dampieriensis (Iwatsuki & Russell, 2006)
  - Hapalogenys filamentosus (Iwatsuki & Russell, 2006)
  - Hapalogenys kishinouyei (Smith & Pope, 1906)
  - Hapalogenys merguiensis (Iwatsuki, Satapoomin & Amaoka, 2000)
  - Hapalogenys mucronatus (Eydoux & Souleyet, 1850)
  - Hapalogenys nigripinnis (Temminck & Schlegel, 1843)
  - Hapalogenys nitens (Richardson, 1844)
  - Hapalogenys sennin (Iwatsuki & Nakabo, 2005)
- Isacia (Jordan i Fesler, 1893)[20]
  - Isacia conceptionis (Cuvier, 1830)
- Microlepidotus (Gill, 1862)[16]
  - Microlepidotus brevipinnis (Steindachner, 1869)
  - Microlepidotus inornatus (Gill, 1862)
- Orthopristis (Girard, 1858)[21]
  - Orthopristis cantharinus (Jenyns, 1840)
  - Orthopristis chalceus (Günther, 1864)
  - Orthopristis chrysoptera (Linnaeus, 1766)
  - Orthopristis forbesi (Jordan & Starks, 1897)
  - Orthopristis lethopristis (Jordan & Fesler, 1889)
  - Orthopristis poeyi (Scudder, 1868)
  - Orthopristis reddingi (Jordan & Richardson, 1895)
  - Orthopristis ruber (Cuvier, 1830)
- Parakuhlia (Pellegrin, 1913)[22]
  - Parakuhlia macrophthalmus (Osório, 1893)
- Parapristipoma (Bleeker, 1873)[23]
  - Parapristipoma humile (Bowdich, 1825)
  - Parapristipoma macrops (Pellegrin, 1912)
  - Parapristipoma octolineatum (Valenciennes, 1833)
  - Parapristipoma trilineatum (Thunberg, 1793)
- Plectorhinchus (Lacépède, 1801)[24]
- Pomadasys (Lacepède, 1802)[25]
- Xenichthys (Gill, 1863)[26]
  - Xenichthys agassizii (Steindachner, 1876)
  - Xenichthys rupestris (Hildebrand, 1946)
  - Xenichthys xanti (Gill, 1863)
- Xenistius (Jordan i Gilbert, 1883)[27]
  - Xenistius californiensis (Steindachner, 1876)
  - Xenistius peruanus (Hildebrand, 1946)
- Xenocys (Jordan i Bollman, 1890)[28][29]
  - Xenocys jessiae (Jordan & Bollman, 1890)[30][31][32][33][34][35]